# Сопотница (Шкофја Лока)
Сопотница (словен. Sopotnica) је насељено место у општини Шкофја Лока, Горењска регија, Словенија.

## Историја
До територијалне реорганизације у Словенији била је у саставу старе општине Шкофја Лока.

## Становништво
У попису становништва из 2011. године, Сопотница је имала 90 становника.
| Број становника према пописима | Број становника према пописима | Број становника према пописима |
| ------------------------------ | ------------------------------ | ------------------------------ |
| 1991                           | 2002                           | 2011                           |
| 67                             | 70                             | 90                             |

## Галерија
- засеок Јамник
- поток Сопотнишка грапа